# U-10 (1935)
U-10 — малая подводная лодка типа IIB, времён Второй мировой войны. Заказ на постройку был отдан 20 июля 1934 года. Лодка была заложена на верфи судостроительной компании Germaniawerft, Киль 22 апреля 1935 года под заводским номером 544. Спущена на воду 13 августа 1935 года. 9 сентября 1935 года принята на вооружение и, под командованием капитан-лейтенанта Гейнца Шерингера, 11 сентября 1935 года вошла в состав Unterseebootsschulflottille.

## История службы
Совершила 5 боевых походов, потопила 2 судна (6 356 брт). 1 августа 1944 года выведена из эксплуатации, впоследствии разоружена и разделана на металл в Данциге.

### Первый и второй походы
Во время этих походов местом базирования U-9 был Киль.
- 7 сентября 1939 года — 19 сентября 1939 года — патрулирование Каттегата на предмет контрабанды. Движение было не очень интенсивным и, когда команда начала страдать от диареи (скорее всего из-за испорченного хлеба), поход пришлось досрочно завершить.[2]
- 26 сентября 1939 года — 15 октября 1939 года — патрулирование в Северном море возле Оркнейских островов. 29 сентября U-10 атаковала в Северном море группу из четырех британских эсминцев, однако единственная выпущенная торпеда прошла мимо.[3]

### Третий и четвёртый походы
28 января 1940 года U-10 вышла из Киля в патруль в Северное море. Однако 30 января поход был досрочно прекращен в связи с поломкой дизеля правого борта. U-boat пришла в Гельголанд для ремонта, и, 5 февраля, по окончании оного была отправлена в Вильгельмсхафен.
14 февраля лодка вновь вышла в поход в Северное море для патрулирования голландского побережья.
17 февраля в 02:05 шедшее без эскорта нейтральное грузовое судно Kvernaas (под командованием Ивара Соренсена (норв. Ivar Sørensen)) было атаковано одной торпедой и затонуло в течение пяти минут на удалении 4 миль (6,4 км) от Шоувен Банк, Нидерланды. Команда покинула судно на двух шлюпках и 4 часа спустя была подобрана голландским пароходом Oranjepolder. Судно двигалось в сторону Лондона, но повернуло назад и на следующий день высадило спасенных на лоцманской станции Хук-ван-Холланд.
18 февраля в 09:26 в непосредственной близости от буя Маасбанк было атаковано одной торпедой судно Ameland. Пароход начал тонуть и 48 членов экипаж (из них 3 раненых) покинули судно. Капитан А. Кокке(нидерл. A. Kokké) вернулся за документами, после чего судно затонуло с дифферентом на корму. Выжившие были подняты на борт голландского судна Montferland (под командованием К. К. Дэкера (нидерл. K.C. Decker)), а затем высажены на буксир Zwarte Zee. Раненые члены экипажа были высажены во Флиссингене, а остальные сошли на берег в Масслёйс.
20 февраля вернулась в Вильгельмсхафен.

### Пятый поход
3 апреля 1940 года U-10 покинула Вильгельмсхафен для участия в операции «Везерюбунг», и, совместно с U-7 составила Девятую Группу.
14 апреля 1940 года дозаправилась в Бергене, Норвегия с судна снабжения Carl Peters.
21 апреля по окончании дежурства вернулась в Вильгельмсхафен, а затем была отправлена в Киль, куда и пришла 23 апреля.

### Судьба
1 августа 1944 года выведена из эксплуатации в Данциге, а затем разделана на металл.

## Командиры
- 11 сентября 1935 года — 20 декабря 1935 года — капитан-лейтенант Гейнц Шерингер (нем. Kapitänleutnant Heinz Scheringer)
- 21 декабря 1935 года — 30 апреля 1936 года — капитан 3-го ранга Вернер Шеер (нем. Korvettenkapitän Werner Scheer)
- 1 мая 1936 года — 29 сентября 1937 года — капитан-лейтенант Гейнц Бедун (нем. Kapitänleutnant Heinz Beduhn)
- 30 сентября 1937 года — 3 апреля 1938 года — капитан-лейтенант Ханнес Вайнгертнер (нем. Kapitänleutnant Hannes Weingärtner)
- октябрь 1937 года — август 1938 года — капитан-лейтенант Ганс-Рудольф Рёзинг (нем. Kapitänleutnant Hans Rudolf Rösing) (Кавалер Рыцарского Железного креста)
- 4 апреля 1938 года — 31 июля 1938 года — капитан-лейтенант Герберт Сохлер[англ.] (нем. Kapitänleutnant Herbert Sohler)
- 1 августа 1938 года — 4 января 1939 года — капитан-лейтенант Курт фон Госслер (нем. Kapitänleutnant Kurt von Gossler)
- 5 января 1939 года — 15 октября 1939 года — обер-лейтенант цур зее (с 1 апреля 1939 года капитан-лейтенант) Георг-Вильгельм Шульц (нем. Oberleutnant zur See Georg-Wilhelm Schulz) (Кавалер Рыцарского Железного креста)
- 10 октября 1939 года — 2 января 1940 года — обер-лейтенант цур зее Гюнтер Лоренц (нем. Oberleutnant zur See Günther Lorentz)
- январь 1940 года — 9 июня 1940 года — обер-лейтенант цур зее Иоахим Преусс (нем. Oberleutnant zur See Joachim Preuss)
- 10 июня 1940 года — 29 ноября 1940 года — капитан-лейтенант Рольф Мютцельбург (нем. Kapitänleutnant Rolf Mützelburg) (Кавалер Рыцарского Железного креста)
- 30 ноября 1940 года — 9 июня 1941 года — капитан-лейтенант Вольф-Рюдигер фон Рабенау (нем. Kapitänleutnant Wolf-Rüdiger von Rabenau)
- 10 июня 1941 года — 29 ноября 1941 года — обер-лейтенант цур зее Курт Рувиедель (нем. Oberleutnant zur See Kurt Ruwiedel)
- 30 ноября 1941 года — 22 июня 1942 года — обер-лейтенант цур зее Ганс Карпф (нем. Oberleutnant zur See Hans Karpf)
- 23 июня 1942 года — февраль 1943 года — обер-лейтенант цур зее Христиан-Брандт Коестер (нем. Oberleutnant zur See Christian-Brandt Coester)
- февраль 1943 года — февраль 1944 года — обер-лейтенант цур зее Вольфганг Стренгер (нем. Oberleutnant zur See Wolfgang Strenger)
- февраль 1944 года — 1 июля 1944 года — обер-лейтенант цур зее Курт Ахлерс (нем. Oberleutnant zur See Kurt Ahlers)

## Флотилии
- 11 сентября 1935 года — 26 сентября 1935 года — Unterseebootsschulflottille (учебная)
- 27 сентября 1935 года — 3 октября 1937 года — 1-я флотилия (боевая служба)
- 4 октября 1937 года — 14 апреля 1939 года — 3-я флотилия (боевая служба)
- 15 апреля 1939 года — 31 августа 1940 года — Unterseebootsschulflottille (учебная)
- 1 сентября 1939 года — 30 сентября 1940 года — Unterseebootsschulflottille (боевая служба)
- 1 октября 1939 года — 31 декабря 1939 года — Unterseebootsschulflottille (учебная)
- 1 января 1940 года — 30 апреля 1940 года — Unterseebootsschulflottille (боевая служба)
- 1 мая 1940 года — 30 июня 1940 года — Unterseebootsschulflottille (учебная)
- 1 ноября 1940 года — 1 мая 1942 года — 21-я флотилия (учебная)

## Потопленные суда
| Название | Тип            | Принадлежность | Дата                 | Тоннаж (брт) | Груз             | Судьба   | Место                    |
| -------- | -------------- | -------------- | -------------------- | ------------ | ---------------- | -------- | ------------------------ |
| Kvernaas | грузовое судно | Норвегия       | 17 февраля 1940 года | 1 819        | кокс             | потоплен | 51°50′ с. ш. 3°19′ в. д. |
| Ameland  | грузовое судно | Нидерланды     | 18 февраля 1940 года | 4 537        | генеральный груз | потоплен | 51°54′ с. ш. 3°01′ в. д. |